# Flughafen Jharsuguda

i8
i11
i13
Der ca. 757 m hoch gelegene Flughafen Jharsuguda (englisch Jharsuguda Airport, auch Veer Surendra Sai Airport, IATA-Code: JRG, ICAO-Code: VEJH) ist ein nationaler Flughafen bei der Großstadt Jharsuguda im Nordwesten des indischen Bundesstaats Odisha; er ist knapp 5 km vom Stadtzentrum entfernt.

## Geschichte
Während des Zweiten Weltkriegs gab es ein von der britischen Kolonialmacht militärisch genutztes Flugfeld, welches nach der Unabhängigkeit Indiens (1947) allmählich verfiel. Erst im Jahr 2013 begann man mit einer Neuplanung und 5 Jahre später wurde der Flughafen seiner Bestimmung übergeben.

## Flugverbindungen
Derzeit betreiben zwei Fluggesellschaften nahezu täglich stattfindende innerindische Flüge nach Kalkutta, Raipur, Delhi, Bhubaneswar, Hyderabad und Bangalore.

## Sonstiges
- Der Flughafen hat eine 2391 m lange und mit ILS ausgestattete Start- und Landebahn.
- Betreiber des Flughafens ist die Airports Authority of India (AAI).